# Ahmad Tea
Ahmad Tea (укр. «Ахмад Ті») — британська чайна компанія зі штаб-квартирою в Саутгемптоні, Англія. Компанія виробляє широкий спектр чорного чаю, зеленого чаю і трав'яного чаю. Ahmad Tea продає свій чай у більш ніж 80 країнах світу та нараховує понад 200 найменувань чайної продукції. Нерідко продукція компанії може бути знайдена в деяких ресторанах, готелях, чайних магазинах, а також на полицях деяких мереж супермаркетів.
Виробничі потужності компанії розміщені у Великій Британії (Саутгемптон, графство Гемпшир), Шрі-Ланці, Китаї, Ірані, Україні, Росії та ОАЕ.

## В Україні
В Україні діє Українська чайна фабрика, котра працює з 1999 року, і розташована в місті Харків. Сам бренд представлений в Україні, починаючи з 1993 року. З понеділка по п'ятницю на фабриці проводяться безкоштовні екскурсії за попереднім записом на офіційному українському сайті .

## Цікаві факти
- 2005 року чай Ahmad Tea доставлено на Міжнародну космічну станцію[2].
- 2011 року Ahmad Tea нагороджений почесною відповідальністю у поставці та спакуванні чаю для Королівської колекції, зокрема й для Букінгемського палацу.[джерело не вказане 3767 днів]
- Штаб-квартира компанії має власний музей чаю, який відкритий для відвідування туристами.[3]
- Бренд має ряд соціальних програм[4] у Малі, Росії, Шрі Ланці та Україні. Здебільшого робота ведеться із дітьми-сиротами зі шкіл-інтернатів у напрямках дистанційної освіти, посильної допомоги в поточних потребах та стипендійного забезпечення випускників шкіл-інтернатів, котрі навчаються у вишах.[5]
- Ahmad Tea Ltd. є учасником Чайної палати Великої Британії.[6]

## Відомі співробітники
Відомим співробітником компанії Ahmad Tea LTD є Вільям Меннінг (англ. William Manning) — головний ті-тестер Ahmad Tea Ltd, радник Чайної ради Великої Британії, уже понад 35 років працює в індустрії виробництва чаю і є відомою фігурою в цій галузі. Він є автором багатьох популярних чайних сумішей Ahmad Tea.